# Le Destin d'une femme
 (février 2022).
Le Destin d'une femme (titre original : Strong Medicine) est un roman d'Arthur Hailey paru en 1984.

## Résumé
Forte personnalité, Celia entend bien être l'unique responsable de son destin. Sa vie, elle la veut riche et bien remplie : se marier, avoir des enfants... et arriver au sommet du grand groupe pharmaceutique qui l'emploie comme simple visiteuse médicale.

Sa première conquête est Andrew Jourdan. C'est elle qui le choisit et le demande en mariage! Andrew est un médecin dévoué. Sa sagesse, sa générosité, vont être de précieux alliés pour Celia dans sa vie professionnelle, car elle s'attaque à quelque chose de considérable. Dans un milieu où les hommes font la loi, non seulement elle va se heurter violemment aux préjugés misogynes de ses collègues et de ses supérieurs mais, surtout, et c'est le plus difficile, elle aura à combattre l'immoralisme qui règne parfois dans l'univers des grands laboratoires pharmaceutiques où les exigences financières et les enjeux sont gigantesques.